# Komisja Ustawodawcza (Sejm)

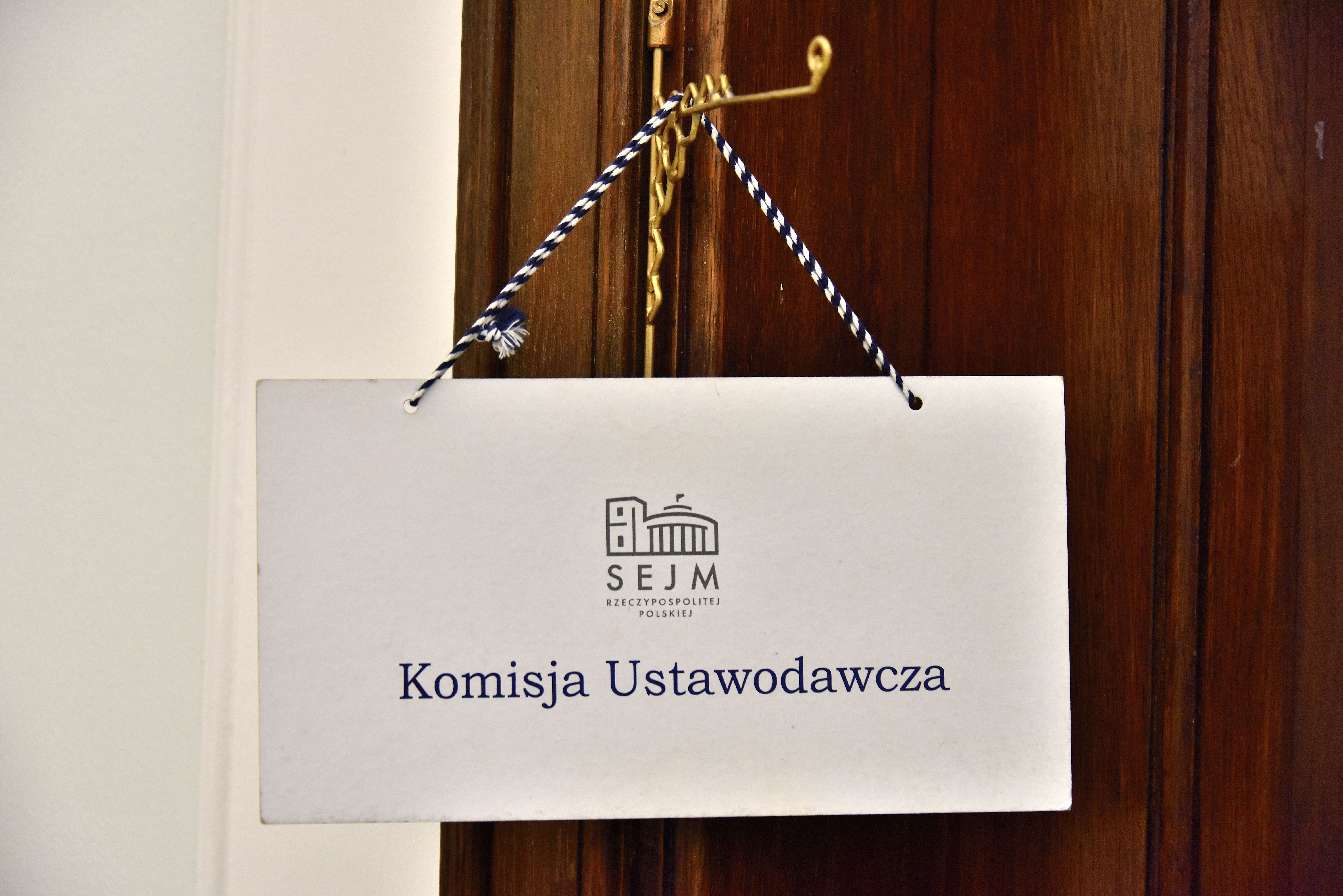
Informacja o trwającym posiedzeniu Komisji Ustawodawczej

Komisja Ustawodawcza (skrót: UST) wchodzi w skład stałych komisji sejmowych. Do zakresu zadań komisji należą sprawy problematyki legislacyjnej i spójności prawa, współdziałania w organizowaniu procesu ustawodawczego i zapewnienia jego prawidłowości, rozpatrywania projektów ustaw i uchwał o szczególnym znaczeniu prawnym lub o znacznym stopniu złożoności legislacyjnej, sprawy związane z postępowaniem przed Trybunałem Konstytucyjnym oraz wynikające z orzecznictwa Trybunału Konstytucyjnego, a także współudział w przeprowadzaniu kontroli wprowadzania w życie i wykonywania ustaw i uchwał Sejmu oraz koordynacja tych działań.

## Prezydium Komisji wSejmie X kadencji[1]
- Marek Ast (PiS) – przewodniczący,
- Barbara Bartuś (PiS) – zastępca przewodniczącego,
- Mateusz Bochenek (KO) – zastępca przewodniczącego,
- Anita Kucharska-Dziedzic (Lewica) – zastępca przewodniczącego,
- Urszula Nowogórska (PSL-TD) – zastępca przewodniczącego,
- Katarzyna Osos (KO) – zastępca przewodniczącego.

## Prezydium Komisji wSejmie IX kadencji[2]
- Arkadiusz Myrcha (KO) – przewodniczący,
- Marek Ast (PiS) – zastępca przewodniczącego,
- Barbara Bartuś (PiS) – zastępca przewodniczącego,
- Anita Kucharska-Dziedzic (Lewica) – zastępca przewodniczącego,
- Arkadiusz Mularczyk (PiS) – zastępca przewodniczącego,
- Piotr Benedykt Zientarski (KO) – zastępca przewodniczącego.

## Prezydium Komisji wSejmie VIII kadencji[3]
- Marek Ast (PiS) – przewodniczący,
- Barbara Bartuś (PiS) – zastępca przewodniczącego,
- Krzysztof Brejza (PO-KO) – zastępca przewodniczącego,
- Stanisław Pięta (niez.) – zastępca przewodniczącego.

## Prezydium Komisji wSejmie VII kadencji[4]
- Wojciech Szarama (PiS) – przewodniczący,
- Damian Raczkowski (PO) – zastępca przewodniczącego,
- Marek Rząsa (PO) – zastępca przewodniczącego.

## Prezydium Komisji wSejmie VI kadencji[5]
- Wojciech Szarama (PiS) – przewodniczący,
- Andrzej Dera (PiS) – zastępca przewodniczącego,
- Marian Filar (niez.) – zastępca przewodniczącego,
- Grzegorz Karpiński (PO) – zastępca przewodniczącego.

## Prezydium Komisji wSejmie V kadencji[6]
- Wojciech Szarama (PiS) – przewodniczący,
- Ryszard Kalisz (SLD) – zastępca przewodniczącego,
- Edward Ośko (LPR) – zastępca przewodniczącego,
- Sławomir Piechota (PO) – zastępca przewodniczącego.

## Prezydium Komisji wSejmie IV kadencji[7]
- Grzegorz Kurczuk (SLD) – przewodniczący,
- Bohdan Kopczyński (niez.) – zastępca przewodniczącego,
- Małgorzata WIniarczyk-Kossakowska (SDPL) – zastępca przewodniczącego,
- Zbigniew Ziobro (PiS) – zastępca przewodniczącego.

## Prezydium Komisji wSejmie II kadencji[8]
- Jerzy Jaskiernia (SLD) – przewodniczący,
- Jerzy Ciemniewski (UW) – zastępca przewodniczącego,
- Stanisław Rogowski (UP) – zastępca przewodniczącego,
- Jan Szczepaniak (PSL) – zastępca przewodniczącego.

## Prezydium Komisji wSejmie I kadencji[9]
- Teresa Liszcz (PC) – przewodniczący,
- Mariusz Grabowski (ZChN) – zastępca przewodniczącego,
- Wit Majewski (SLD) – zastępca przewodniczącego.

## Prezydium Komisji wSejmie X kadencji PRL[10]
- Janusz Trzciński (PZPR) – przewodniczący,
- Lech Paprzycki (niez.) – zastępca przewodniczącego,
- Hanna Suchocka (UD) – zastępca przewodniczącego.